# Nagy Gabriella
Nagy Gabriella (Budapest, 1964. június 17.) író, szerkesztő, irodalomszervező (költő, kritikus), a Litera irodalmi portál főszerkesztője.

## Életpályája
Szülei: Nagy László és Lengyel Mária. 1987-ben végzett az ELTE Tanárképző Főiskolai Karán magyar-történelem szakán, 1990-ben az ELTE Bölcsészettudományi Kar magyar szakán, 1997-ben az ELTE BTK esztétika szakán. 1991–1994 között a II. Rákóczi Ferenc Gimnázium tanára volt. 1994 és 2012 között a Műcsarnokban mint szerkesztő és irodalmi programok szervezője dolgozott. 1994-től a József Attila Kör tagja (jelenleg tiszteletbeli tagja). 1998–2000 között a Törökfürdő című lap szerkesztője, 2000–2001 között főszerkesztője volt. 1999 óta a Szépírók Társaságának tagja.  Első megjelenésétől (2006) az Alibi – hat hónapra tematikus könyvsorozat szerkesztője. 2002 óta a Litera internetes irodalmi portál szerkesztője, felelős főszerkesztője, majd 2015-től főszerkesztője.

## Művei
- Vállalok bérbe sírni (Dalok, panaszok, melódiák - versek, Palatinus, 2000)
- Idegen (regény, Palatinus, 2003)
- Üvegház (regény, Palatinus, 2013)
- Szerkesztések (többek között): Eufória - irodalmi bedekker (szerkesztő, 2002), Euróvízió (társszerkesztő, 2004), Mátyás-ponyva (társszerkesztő, 2009), Duna-legendárium (társszerkesztő, 2011)
- Elviszlek Amerikába (regény, Kalligram, 2023)
- Budapest Nagyregény. (regény, Budapest Brand Nonprofit Zrt., Bp., 2023) (társszerző)

## Díjai
- Móricz Zsigmond-ösztöndíj (1998)
- MAOE ösztöndíj (2000)
- Greve-díj (2003)
- NKA-ösztöndíj (2004)
- Bródy Sándor-díj (2004)
- Pro Literatura díj (2005)
- NKA-ösztöndíj (2011)
- Osvát Ernő-díj (2020)
- Déry Tibor-díj (2023)[1]